# 罐裝咖啡

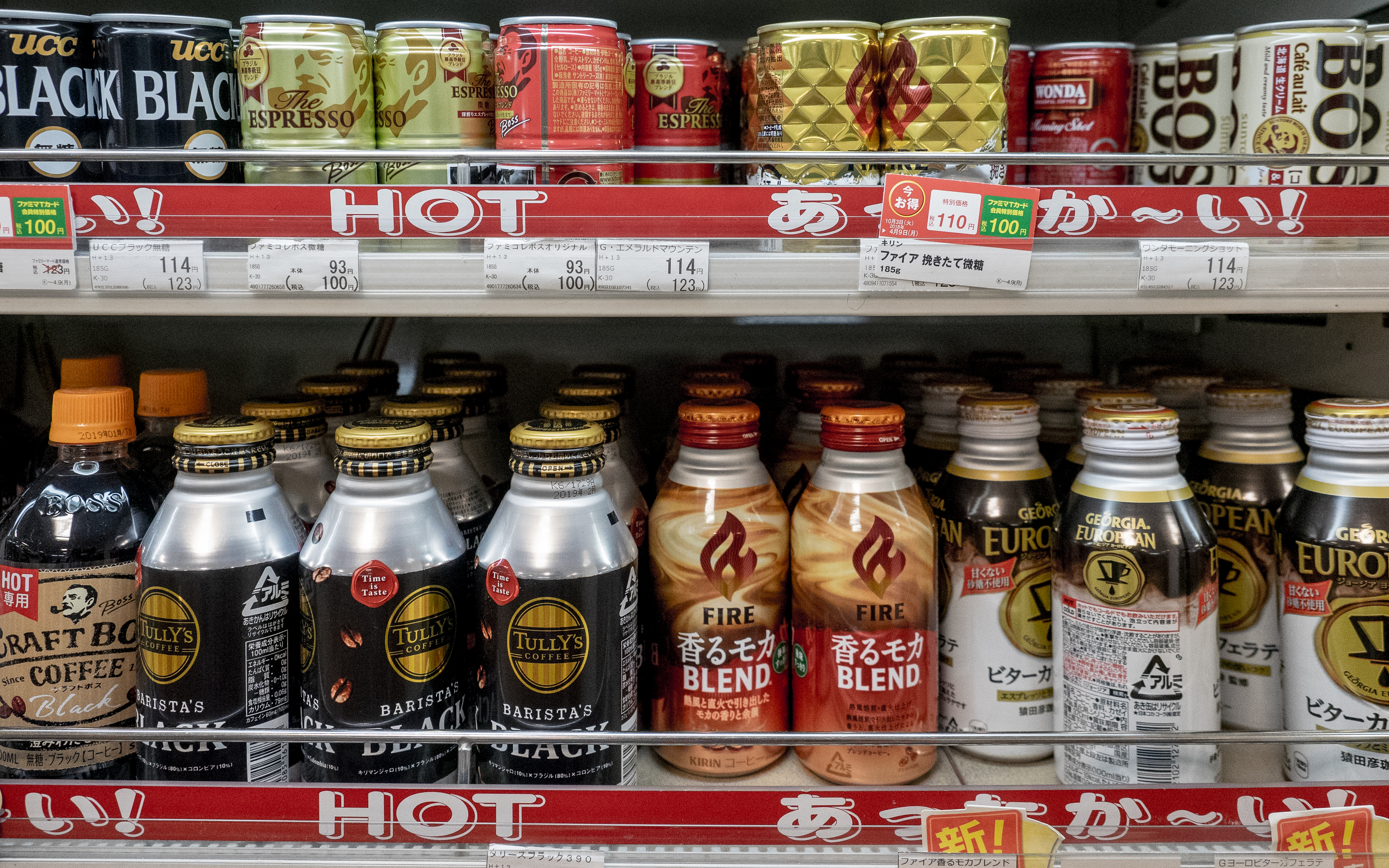
日本罐裝咖啡

罐裝咖啡是指灌裝進入易拉罐，易於隨時隨地飲用的一種咖啡飲料，主要在自動售貨機和便利店銷售。罐裝咖啡最早出現在1965年的日本。現在罐裝咖啡在日本的飲料市場佔有重要的地位。1970年代後期開始至1980年代前期開始，罐裝咖啡開始逐漸在亞洲其他地區銷售。在1990年代中期之後，罐裝咖啡也開始在美國普及。2000年代後期開始，罐裝咖啡在歐洲的銷量也開始上升。